# Václav Henych
Václav Henych (* 31. prosince 1950 Praha) je vysoký český úředník, dlouholetý ředitel odboru všeobecné správy Ministerstva vnitra České republiky a člen Státní volební komise (dříve Ústřední volební komise), v některých obdobích i náměstek ministra vnitra či sekční ředitel. V listopadu 2012 se dostal do centra pozornosti médií svým výkladem určení chybovosti dvou vzorků podpisů pod peticemi na podporu prezidentských kandidátů pro přímou volbu.

## Profesní kariéra
V roce 1975 dokončil magisterské studium na Právnické fakultě Univerzity Karlovy, roku 1979 zde složil rigorózní zkoušku.
V letech 1975–1980 působil jako odborný referent na Národním výboru hlavního města Prahy.
Na ministerstvu vnitra působil na odboru všeobecné správy nejprve v letech 1980–1990 jako referent, poté v roce 1990 jako vedoucí oddělení, poté v letech 1991–1993, 1998–2005 a poté znovu od roku 2010 dosud (dle stavu textu v roce 2022) jako ředitel odboru. Mezitím pracoval v roce 1993 jako vrchní ředitel sekce I ve státní správě civilněprávního úseku, poté v letech 1993–1998 jako vrchní ředitel sekce II, všeobecná správa a legislativa, odbor státního občanství a matrik, a ředitel civilněprávního úseku. V roce 2005 byl náměstkem ministra vnitra pro legislativu a Evropskou integraci, v letech 2006–2008 byl vrchním ředitelem sekce legislativy a všeobecné správy, v letech 2008–2009 vrchním ředitelem sekce archivnictví a všeobecné správy, v roce 2018 byl pověřen řízením odboru voleb.
Dle zjednodušeného novinářského podání působil jako ředitel odboru od roku 1980 do sklonku roku 2012 postupně pod 15 ministry. Volby měl na starosti poprvé z rozhodnutí ministra Jana Rumla v roce 1992.
Při přípravě nového občanského zákoníku byl členem přípravného minitýmu pro téma právnických osob a správy cizího majetku.
2. května 2005 jej ministr vnitra František Bublan jmenoval svým náměstkem pro legislativu a evropskou integraci. V této funkci jej Týdeník Veřejná správa zmiňuje i v lednu 2006. K 1. únoru 2008 byl ředitelem sekce archivnictví a všeobecné správy, k 26. únoru 2008 byl vrchním ředitelem sekce legislativy a všeobecné správy.
Je členem Legislativní rady vlády.
V roce 2004 byl členem katedry ústavního práva na Právnické fakultě Univerzity Karlovy v Praze. 7. dubna 2004 vědecká rada fakulty na jednání pod předsednictvím děkana fakulty doc. JUDr. Vladimíra Kindla jednomyslně schválila jeho jmenování členem komise pro doktorské státní zkoušky a členem komise pro obhajobu disertačních prací.
Za děkana Zachariáše byl členem akademického senátu Právnické fakulty Západočeské univerzity v Plzni. Když později akademický senát projednával výzvu dvou studentů k rezignaci děkana Růžičky a děkan přislíbil, že požádá o vyslovení důvěry v akademickém senátu, Henych společně s Kunzem a Teleckým, kteří jsou spojování s činností předchozích děkanů Kindla a Zachariáše a kauzou turbostudentů, argumentovali, že takové hlasování není právně možné, a senát poté bod stáhl z jednání. Ve volbách do akademického senátu fakulty ve dnech 29. až 30. března 2011 se Henych z 27 kandidujících umístil s 27 hlasy na 23. místě z 27 osob kandidujících do 12členné učitelské volební části senátu, takže se stal 11. náhradníkem. V březnu 2012 byl jedním ze čtyř členů kolegia děkana. V roce 2012 působí jako odborný asistent či pouze asistent na katedře správního práva Právnické fakulty Západočeské univerzity v Plzni. Přednáší předmět „vnitřní správa“.

## Návrh na zákaz Dělnické strany
V roce 2009 dostal za úkol zpracovat návrh na zrušení ultrapravicové Dělnické strany. Politolog z Karlovy univerzity Jan Charvát nazval jeho návrh šlendriánem, který sděluje jen obecně známé skutečnosti a nepředkládá žádné důkazy. K podobnému názoru dospěl i soudce Vojtěch Šimíček z Nejvyššího správního soudu a návrh na zrušení Dělnické strany zamítl. Ministerstvo vnitra si pak objednalo další verzi návrhu u soukromého advokáta Tomáše Sokola, a tento návrh u soudu uspěl.

## Henychův výpočet chybovosti
Ministerstvo vnitra České republiky 23. listopadu 2012 mimo jiné zamítlo registraci tří uchazečů (Jana Bobošíková, Vladimír Dlouhý a Tomio Okamura) o kandidátství ve volbě prezidenta republiky, neboť po odečtení údajného podílu neplatných podpisů klesl počet podporovatelů pod stanovenou hranici. Odečtení vycházelo z trojí kontroly předložených petic. V první ministerstvo automaticky vyškrtlo ty podpisy, u nichž chyběl některý z požadovaných údajů (jméno, příjmení, datum narození, místo trvalého pobytu nebo podpis). Poté byl na základě zákonem stanoveného postupu u každé petice kontrolován vzorek 8500 podpisů proti základnímu registru obyvatel; u kandidátů, kde chybovost v tomto vzorku přesáhla 3 %, byl kontrolován další vzorek 8500 podpisů a ministerstvo pak podle zákona mělo odečíst „počet občanů, který procentuálně odpovídá chybovosti v obou kontrolních vzorcích“.
Ředitel odboru všeobecné správy MV Václav Henych si pro realizaci tohoto postupu slova zákona „chybovost v obou kontrolních vzorcích“ vyložil jako součet chybovostí a formulaci v důvodové zprávě zákona „bude-li chybovost v obou kontrolních vzorcích takto zjištěná celkem 10 %, odečítá se 10 % občanů podepsaných na petici“ s poukazem na slovo „celkem“ vykládal tak, že je v důvodové zprávě „natvrdo napsáno, že je to součet“. Byla tak vyřazena i Jana Bobošíková, která by při použití hodnoty chybovosti ve zkoumaných vzorcích měla asi o 800 podpisů více, než kolik vyžaduje zákon. Když se na postup ministerstva (i na kvalitu zákona) snesla vlna kritiky, tak Henych trval na tom, že byl použit jeden z možných výkladů zákona. V rozhovoru pro Hospodářské noviny na otázku, zda si je jistý správností svého výpočtu, odpověděl: „Ano. Vezmu příklad, aby se to dobře počítalo. Celkový počet podporovatelů některého kandidáta bude 100 tisíc. V prvním vzorku najdeme čtyři procenta chyb a ve druhém vzorku šest procent. To je celkem deset procent. A ty se odečtou, celkem tedy deset tisíc podpisů. A zůstane 90 tisíc.“ Pro Týden.cz v rozhovoru řekl: „Já si myslím, že náš výklad je správný. Že na právo nemůžeme uplatňovat závěry a poučky z matematiky či z jiných věd.“ Pro rádio Impuls 26. listopadu řekl: „To nebylo tak, že jak možná teďka někdy zaznívalo, že jsme měli dva nebo více výkladů a z nich že jsme si vybrali ten horší pro kandidáta. Ale my jsme měli jediný výklad, který jsme kontinuálně říkali, nikdy žádný jiný výklad nepadl.“
Ministr vnitra Jan Kubice se 26. listopadu, po třech dnech vášnivých diskusí v médiích, k tomuto Henychovu postoji plně přihlásil.
Tomio Okamura k postupu řekl: „Ministerstvo lže, když tvrdí, že tu jsou dva či více výkladů. Není to pravda. Výklad je jen jediný. Zákon říká, že se odečte počet občanů, který procentuálně odpovídá chybovosti v obou kontrolních vzorcích. Což je jednoduchá matematická úloha. Správně se mají sečíst oba vzorky, to je 8,5 tisíce plus 8,5 tisíce, a ze součtu vypočítat procento chybných podpisů. Jedině tak dostaneme naprosto přesné procento chybovosti v obou vzorcích dohromady.“
Adam Ptašnik, zakladatel oboru Právnické výpočty na brněnské Masarykově univerzitě, označil postup ministerstva z tohoto hlediska za nesprávný, správné je podle něj sečíst absolutní počty vadných podpisů v obou vzorcích a tento součet vztáhnout k počtu všech podpisů v obou vzorcích (tedy k 17 000).
Bývalá ústavní soudkyně Eliška Wagnerová v televizním pořadu Otázky Václava Moravce připomněla, že pokud by bylo možných více výkladů zákona, soud musí především zajistit co nejsvobodnější politickou soutěž a tedy by se měl přiklonit k tomu výkladu, který je po kandidáty příznivější. Dokladem nejednoznačnosti zákona je podle ní už to, že se o část jeho textu vede taková debata. Ústavní právník Vladimír Balaš v České televizi řekl, že ministerstvo postupuje flagrantně špatně a že žádný jiný výklad zákona než správný neexistuje. Ústavní právník Jan Kysela naopak řekl: „To, co líčil pan Henych, odpovídá dost korektnímu nakládání s petičními listinami. Tudíž se mi zdá, že podpisy, které byly vyřazeny, asi vyřazeny být měly.“
Americký novinář Erik Best uvažoval o tom, zda postup nesouvisí se snahou v části politického spektra zdiskreditovat přímé prezidentské volby, aby příště musely být zase nepřímé. Kladl si otázku, zda je to záměr, anebo neschopnost. Lepší variantou by podle něj bylo, že je za tím záměr zmařit volby – horší variantou je, že ti lidé jsou všehoschopní a že jsou také schopní říkat takové věci, aniž by to sami považovali automaticky za nesmysly, a myslet to vážně. Za účelovou sabotáž označila postup ministerstva i právnička Klára Samková. Vedoucí odboru veřejné správy Henych by měl být podle ní superarbitrován pro blbost. V reakci na skandál s podpisy navrhoval návrat k nepřímé volbě například poslanec za ODS Boris Šťastný.
V reakci na Henychův postup se vyrojila řada vtipů. Jeden z nich reprodukoval i moderátor Václav Moravec v Rádiu Impuls. Podle něj je průměrné IQ zaměstnanců Ministerstva vnitra 160, protože se kontrolovaly dva vzorky, u jednoho vyšlo 90 a u druhého 70. Henych 26. listopadu večer řekl, že to dosud neslyšel a že jako vtip je to nepochybně dobré a nijak ho to nerozčiluje, ovšem že Ministerstvo vnitra vycházelo z toho, že je prostě jediný způsob, který jsme si my zvolili. Dalším citovaným vtipem bylo: „Smíchejte tři panáky tvrdého alkoholu a dostanete 120procentní superchlast.“ Henych přiznal, že anekdoty rád poslouchá i říká, ale domnívá se, že neukazují na absurditu jeho postupu, protože přece nemůžeme spojovat a vysvětlovat zákon ve smyslu matematických příruček a závěrů.
Kritizováno bylo i to, že nebyly ke kontrole vybírány náhodně jednotlivé podpisy, jako požaduje zákon, ale celé archy, čímž je přesnost odhadu výrazně snížena. Nesystematické bylo rovněž vyřazování podpisů pro duplicitu – v prvním vzorku byla posuzována pouze duplicita v rámci tohoto vzorku, ve druhé vzorku i duplicita s osobami obsaženými v prvním vzorku.
Výpočet chybovosti v peticích se stal nejméně na několik dní hlavním předvolebním tématem. Na soukromém e-zinu Parlamentní listy se 26. listopadu objevila petice za Henychovo odvolání pro blbost.
28. listopadu 2012 si vláda pozvala Václava Henycha na své zasedání a podle předsedy Nečase velmi živě a plasticky projednala informaci o způsobu, jakým ministerstvo počítalo neplatné hlasy a vyřazovalo kandidáty. Zaznívaly výtky, že spory kolem vyřazení kandidátů vrhají velmi špatné světlo na celou státní správu. Podle Lidovek.cz předseda vlády Petr Nečas postup výpočtu kritizoval, zatímco ministr financí Miroslav Kalousek se provedeného postupu údajně zastával s tím, že odpovídal zákonu a jeho předem připravenému výkladu. Petr Nečas odmítl obsah debaty blíže interpretovat, aby nevznikl dojem, že vláda ovlivňuje soudní rozhodování.
Po rozhodnutí Nejvyššího správního soudu, který připustil, že z čistě jazykového hlediska je Henychův výklad zákona možný. Funkčním výkladem v souladu se smyslem a účelem dané normy a ústavní konformitou však soud dospěl k názoru, že postup ministerstva musí být založen na presumpci správnosti překládaných údajů, nikoliv na myšlence, že by kandidáti měli být za nesprávné nebo neúplné údaje nějakým způsobem sankcionováni, tedy ministerstvo by nemělo dovozovat neúplnost nebo nesprávnost údajů bez výslovné zákonné opory ani porušovat zásadu proporcionality. Proto soud seznal způsob výkladu a aplikace provedený ministerstvem jako jednoznačně protiústavní a také nelogický. Soud za ústavně konformní prohlásil ten postup, při němž je použit průměr chybovosti z obou vzorků.
Na dotaz redaktorů Lidovky.cz, zda po rozsudku nezmění názor „sčítací vzorec“ výpočtu chybovosti podpisů, rozhodnutí soudu okomentoval: „I když ani v nejmenším nezpochybňuji rozhodnutí NSS a nechci s ním polemizovat, tak bych chtěl říct, že máme znalecký posudek prof. Smejkala, který říká, že náš postup je minimálně jeden z možných. Máme také vyjádření třeba docenta Matese a máme tady i stanoviska jiných subjektů. Že bych ale jásal z toho, že soud rozhodl jinak, to vůbec ne.“ ČTK a Novinky.cz ho citovaly takto: „Nejvyšší správní soud se přiklonil k jinému výkladu, já jeho právo nebudu nikdy zpochybňovat. Ano, takto to rozhodl, tak to tak uděláme. Ale určitě bych se bránil tomu, že to byla zásadní chyba.“
O čtyři dny později, 17. prosince, se v deníku Právo objevila zpráva, že ministr Kubice Václavu Henychovi zakázal mluvit s novináři a nařídil, že veškeré zprávy bude poskytovat tiskový mluvčí.
Vladimír Smejkal, znalec v oborech ekonomika, elektronika, kybernetika, kriminalistika, školství a kultura, člen Legislativní rady vlády, si ke zpracování posudku přibral Pavla Matese. Zpracování posudku zadalo ministerstvo 5. prosince 2012 a posudek je datován 6. prosincem 2012. V bodu 3.1.2.3 posudku znalec vyvodil, že je otázkou zvláštního zřetele, jak matematicko-logicky interpretovat text „počet občanů, který procentuálně odpovídá chybovosti v obou vzorcích“. Použití slova „celkem“ ve spojení „bude-li chybovost v obou vzorcích takto zjištěná celkem 10 %“ podle Smejkala svědčí o tom, že návrh předpokládal součet procent chybovosti v obou vzorcích. Smejkal ve zdůvodnění výslovně píše: „Pokud je tedy chybovost v 1. vzorku C1 % a ve druhém C2 %, pak chybovost v obou kontrolních vzorcích je součtem chybovosti v každém z nich CV=C1+C2. Pokud se v souvislosti s postupem objednatele posudku hovoří o tom, že výsledná chybovost měla být stanovena jako průměr (lhostejno zda aritmetický, geometrický či jiný) z obou údajů C1 % a C2, pak dle názoru znalce takový požadavek nemá oporu v dikci předpisu a ani Metodický pokyn takto neuvažuje.“ Vůči znalci Vladimíru Smejkalu byla již před tímto posudkem prošetřováno podezření, že opakovaně účelově zpracovával posudky s cílem posvětit zadání veřejných zakázek bez výběrového řízení předem zvoleným firmám. V jednom případě takový posudek, obhajující postup MPSV a MV, objednal ÚOHS, a to navzdory námitkám účastníků řízení proti podjatosti znalce. V jiném případě Smejkal zpracoval posudek na objednávku MPSV a ÚOHS posudek odmítl jako nezpůsobilý k účelu, pro nějž byl zpracován. Ministerstvo spravedlnosti v obou případech prošetřuje, zda se znalec Smejkal nedopustil přestupku spočívajícího v porušení povinnosti vykonávat znaleckou činnost řádně.

## Osobní život
V roce 2005 byl ženatý a měl dvě děti. K roku 2005 byl bez politické příslušnosti.

## Publikace
Většinu publikací vydal v nakladatelství odborné literatury Dr. Josef Raabe, s.r.o., české odnoži nadnárodní nakladatelské skupiny Klett, které se specializuje na literaturu v oblasti školství, veřejné správy a zdravotnictví.
- Václav Henych et al: Místní orgány a právo. 10. aktualizace, Praha, Josef Raabe, 1999
- Václav Henych, Jiří Kaucký (eds.): Právní rádce starosty, Praha, Josef Raabe, 2002, čtvrtletně aktualizováno
- Václav Henych: Zákon o matrikách, jménu a příjmení : s poznámkami a souvisejícími předpisy, Praha, IFEC, 2002
- Václav Henych, Jiří Kaucký (eds.): Obec a právo : legislativní příručka pro starostu menší obce, Praha, Raabe, 2007
- Henych, Václav, WorldCat Identities, publikace